# Derrick Jones Jr.
Derrick Jones Jr. (Chester, 15 de fevereiro de 1997) é um jogador norte-americano de basquete profissional que atualmente joga pelo Los Angeles Clippers da National Basketball Association (NBA).
Ele jogou basquete universitário na UNLV e não foi selecionado no draft da NBA de 2016. Ele jogou por Phoenix Suns, Miami Heat, Portland Trail Blazers, Chicago Bulls e Dallas Mavericks na NBA e no Northern Arizona Suns e no Sioux Falls Skyforce da G-League.

## Carreira no ensino médio
Em seu último ano no Arcebispo John Carroll High School, ele foi nomeado o Jogador do Ano do Sudeste da Pensilvânia, o Jogador do Ano do Condado de Delaware e foi o Jogador do Ano da PIAA Triple-A. Sob o comando do técnico Paul Romanczuk, a escola teve um recorde geral de 23-7, incluindo uma marca de 12-3 em jogos de conferência. Nas semifinais do torneio estadual, ele registrou 30 pontos, 18 rebotes e cinco tocos. Na temporada, ele teve médias de 19,2 pontos, 10,1 rebotes e 2,3 bloqueios. Durante sua carreira no ensino médio, ele registrando 1.645 pontos, 1.029 rebotes e 268 bloqueios, terminando como o maior artilheiro da história da escola.
| Nome | Cidade Natal                             | Escola                  | Altura             | Peso           | Data                   |
| --- | ---------------------------------------- | ----------------------- | ------------------ | -------------- | ---------------------- |
| Derrick Jones SF | Philadelphia, Pensilvania                | Archbishop John Carroll | 6 ft 6 in (1.98 m) | 180 lb (82 kg) | 13 de Novembro de 2014 |
| Derrick Jones SF | Rakings: Scout: Rivals: 247Sports: ESPN: |                         |                    |                |                        |
| Rankings: Scout: 84º \| Rivals: 49º \| ESPN: 30º |                                          |                         |                    |                |                        |
| - Nota: Em muitos casos, Scout, Rivals, 247Sports e ESPN podem entrar em conflito em suas listas de altura e peso, nestes casos, a média foi obtida. - Fonte: |                                          |                         |                    |                |                        |

## Carreira universitária
Jones se juntou a UNLV para sua temporada de calouro da NCAA. Antes do início da temporada, o Centro de Elegibilidade da NCAA solicitou que o ACT investigasse os resultados dos testes registrados por Jones e vários outros alunos-atletas minoritários de um local de teste específico em Baltimore, Maryland. Apesar disso, Jones foi liberado pela NCAA para jogar antes do primeiro jogo da UNLV.
Jones foi o segundo artilheiro da equipe em 2015-16. Ele teve médias de 11,5 pontos e 4,5 rebotes em 30 jogos. Jones registrou quatro duplos-duplos durante a temporada, incluindo 26 pontos e 10 rebotes contra Chaminade no Maui Invitational Tournament.
Em 29 de fevereiro de 2016, a UNLV foi notificada pelo serviço de testes ACT que a pontuação de Jones havia sido cancelada. Como resultado, Jones foi considerado inelegível para competir sob as regras da NCAA e foi forçado a ficar de fora dos três jogos restantes da temporada da UNLV.

## Carreira profissional

### Phoenix Suns (2016-2017)
Em 7 de abril de 2016, Jones se declarou para o Draft da NBA de 2016, mas deixou em aberto a possibilidade de retornar à UNLV ou ir para outro programa universitário por não contratar um agente. Mais tarde naquele mês, Jones contratou um agente e permaneceu no draft.
Jones acabou não sendo selecionado no draft de 2016 e, posteriormente, se juntou ao Sacramento Kings para a Summer League de 2016. No entanto, devido a uma lesão na virilha, ele não pôde jogar pelos Kings durante o torneio.
Em 25 de setembro de 2016, Jones assinou com o Phoenix Suns para o training camp. Ele garantiu uma vaga no elenco da noite de abertura depois de impressionar a equipe durante a pré-temporada. Ele fez sua estreia na NBA em seu estado natal contra o Philadelphia 76ers em 19 de novembro de 2016. 
Apesar de passar muito da temporada de 2016-17 na G-League com o Northern Arizona Suns, Jones foi selecionado para competir no NBA Slam Dunk Contest. Ele passou para a rodada final e perdeu para Glenn Robinson III. 
Em 11 de março de 2017, em uma vitória por 100-98 sobre o Dallas Mavericks, Jones fez sua primeira partida como titular e registrou dois pontos, sete rebotes e uma assistência. Em 28 de março de 2017, ele teve seu primeiro jogo de pontuação de dois dígitos de sua carreira, marcando 13 pontos em uma derrota por 95-91 para o Atlanta Hawks. Em 9 de abril de 2017, ele marcou 15 pontos na vitória por 124-111 sobre os Mavericks.
Em julho de 2017, Jones se juntou aos Suns para a Summer League de 2017. Em novembro de 2017, ele jogou alguns jogos pelo Northern Arizona Suns da G-League. Em 7 de dezembro de 2017, ele foi dispensado pelos Suns. Jones jogou em 38 jogos com o Phoenix em duas temporadas e teve médias de 4,7 pontos e 2,2 rebotes em 15,2 minutos.

### Northern Arizona Suns (2017)
Em 12 de dezembro de 2017, Jones foi adquirido pelo Northern Arizona Suns.

### Miami Heat (2017–2020)
Em 31 de dezembro de 2017, Jones assinou um contrato de mão dupla com o Miami Heat e o seu afiliado na G-League, Sioux Falls Skyforce. Em 9 de janeiro de 2018, ele fez sua primeira partida como titular pelo Heat e registrou oito pontos, cinco rebotes, uma assistência e dois bloqueios em 28 minutos contra o Toronto Raptors. Em 1º de julho de 2018, Jones Jr. assinou um contrato padrão com o Miami Heat.
Jones venceu o Slam Dunk Contest sobre Aaron Gordon durante o All-Star Weekend de 2020.
O Heat chegou às finais da NBA de 2020, mas perdeu em 6 jogos para o Los Angeles Lakers.

### Portland Trail Blazers (2020–2021)
Em 22 de novembro de 2020, Jones assinou com o Portland Trail Blazers.

### Chicago Bulls (2021–2023)
Em 28 de agosto de 2021, Jones foi adquirido, juntamente com uma escolha de primeira e segunda rodada, pelo Chicago Bulls em uma negociação de três equipes que também envolveu o Cleveland Cavaliers.
Em 12 de janeiro de 2022, durante uma derrota de 112-138 para o Brooklyn Nets, Jones sofreu uma lesão no joelho direito. No dia seguinte, os Bulls anunciaram que tinha uma contusão óssea e perderia pelo menos 4 a 6 semanas, embora o cronograma tenha sido posteriormente atualizado para 2 a 4 semanas. Em 26 de janeiro, os Bulls anunciaram que Jones havia fraturado o dedo indicador direito durante um treino e perderia mais 6 a 8 semanas.
Em 6 de julho de 2022, Jones assinou um contrato de dois anos e US$ 6,6 milhões com os Bulls.

### Dallas Mavericks (2023–2024)
Em 18 de agosto de 2023, Jones assinou um contrato de 1 ano e US$2.7 milhões com o Dallas Mavericks. Ele fez sua estreia pelos Mavericks em 25 de outubro de 2023, em uma vitória por 126-119 sobre o San Antonio Spurs. O tempo de Jones com os Mavericks marcou um capítulo significativo em sua carreira. Embora inicialmente viesse do banco, ele ganhou um lugar no time titular mais tarde na temporada devido ao seu forte jogo defensivo e impacto na quadra. Durante os playoffs, a defesa de Jones, seu atletismo e dedicação foram instrumentais em vários jogos cruciais, onde seu bloqueio de arremessos, defesa no perímetro e rebotes ajudaram os Mavericks a chegar às Finais da NBA. Nessa trajetória, ele marcou principalmente o melhor jogador do time adversário, incluindo Paul George, Shai Gilgeous-Alexander e Anthony Edwards. Jones também continuou a melhorar seu jogo ofensivo, mostrando momentos de maior confiança com seu arremesso de fora e tornando-se um pontuador confiável. Sua presença ajudou a solidificar a rotação dos Mavericks e essa temporada é considerada o período mais impactante de sua carreira na NBA. Ele alcançou sua segunda aparição nas Finais da NBA, mas os Mavericks perderam para o Boston Celtics em cinco jogos.

### Los Angeles Clippers (2024–Presente)
Em 10 de julho de 2024, Jones assinou um contrato de 3 anos e US$30 milhões com o Los Angeles Clippers.

## Estatísticas da carreira

### NBA

#### Temporada regular
| Ano      | Equipe   | PJ  | PT  | MPJ  | AP   | 3P   | LL   | RT  | AS  | BR  | TO | PPJ |
| -------- | -------- | --- | --- | ---- | ---- | ---- | ---- | --- | --- | --- | -- | --- |
| 2016–17  | Phoenix  | 32  | 8   | 17.0 | .562 | .273 | .707 | 2.5 | .4  | .4  | .4 | 5.3 |
| 2017–18  | Phoenix  | 6   | 0   | 5.5  | .500 | .000 | .833 | .7  | .5  | .2  | .7 | 1.5 |
| 2017–18  | Miami    | 14  | 8   | 15.1 | .388 | .188 | .611 | 2.4 | .4  | .2  | .6 | 3.7 |
| 2018–19  | Miami    | 60  | 14  | 19.2 | .494 | .308 | .607 | 4.0 | .6  | .8  | .7 | 7.0 |
| 2019–20  | Miami    | 59  | 16  | 23.3 | .527 | .280 | .772 | 3.9 | 1.1 | 1.0 | .6 | 8.5 |
| 2020–21  | Portland | 58  | 43  | 22.7 | .484 | .316 | .648 | 3.5 | .8  | .6  | .9 | 6.8 |
| 2021–22  | Chicago  | 51  | 8   | 17.6 | .538 | .328 | .800 | 3.3 | .6  | .5  | .6 | 5.6 |
| 2022–23  | Chicago  | 64  | 0   | 14.0 | .500 | .338 | .738 | 2.4 | .5  | .5  | .6 | 5.0 |
| 2023–24  | Dallas   | 76  | 66  | 23.5 | .483 | .343 | .713 | 3.3 | 1.0 | .7  | .7 | 8.6 |
| Carreira | Carreira | 420 | 163 | 17.5 | .497 | .263 | .714 | 2.8 | .6  | .5  | .6 | 5.7 |

#### Play-In
| Ano     | Equipe  | PJ | PT | MPJ | AP | 3P | LL | RT | AS | BR | TO | PPJ |
| ------- | ------- | -- | -- | --- | -- | -- | -- | -- | -- | -- | -- | --- |
| 2022–23 | Chicago | 2  | 0  | 3.7 | —  | —  | —  | .0 | .0 | .0 | .0 | .0  |

#### Playoffs
| Ano      | Equipe   | PJ  | PT  | MPJ  | AP   | 3P   | LL   | RT  | AS  | BR | TO  | PPJ |
| -------- | -------- | --- | --- | ---- | ---- | ---- | ---- | --- | --- | -- | --- | --- |
| 2020     | Miami    | 15  | 0   | 6.5  | .471 | .444 | .400 | .8  | .5  | .4 | .3  | 1.5 |
| 2021     | Portland | 2   | 0   | 5.0  | .400 | .000 | —    | .0  | .0  | .5 | .0  | 2.0 |
| 2022     | Chicago  | 5   | 0   | 11.8 | .412 | .273 | .667 | 1.4 | .4  | .2 | .0  | 3.8 |
| 2024     | Dallas   | 22* | 22* | 29.4 | .481 | .369 | .733 | 3.5 | 1.2 | .5 | 1.0 | 9.1 |
| Carreira | Carreira | 44  | 22  | 13.1 | .440 | .271 | .600 | 1.4 | .5  | .4 | .3  | 4.1 |

### Universitário
| Ano     | Equipe | PJ | PT | MPJ  | AP   | 3P   | LL   | RT  | AS | BR | TO  | PPJ  |
| ------- | ------ | -- | -- | ---- | ---- | ---- | ---- | --- | -- | -- | --- | ---- |
| 2015–16 | UNLV   | 30 | 15 | 21.5 | .589 | .205 | .594 | 4.5 | .8 | .9 | 1.3 | 11.5 |

Fonte: